# ملانی جولی
ملانی جولی (انگلیسی: Mélanie Joly؛ زادهٔ ۱۶ ژانویهٔ ۱۹۷۹)، وکیل و سیاست‌مدار کانادایی است که از اکتبر ۲۰۲۱ وزیر امور خارجه کانادا بوده‌است. او هم‌چنین عضو حزب لیبرال و از ۲۰۱۵، نماینده منطقه مونترال از ایالت کبک در مجلس عوام کاناداست. جولی تاکنون چندین پست، از جمله وزارت‌های میراث کانادا، گردشگری، و هماهنگ‌کننده کشورهای مشترک‌المنافع فرانسوی زبان (La Francophonie) را در اختیار داشته‌است. او در انتخابات شهرداری مونترال در 2013 نامزد شد و پس از برنده نهایی، دنیس کودر، در رده دوم قرار گرفت.